# Rafał Czyż
Rafał Czyż – polski matematyk, doktor habilitowany nauk matematycznych. Specjalizuje się w analizie zespolonej. Adiunkt Katedry Analizy Matematycznej Instytutu Matematyki Wydziału Matematyki i Informatyki Uniwersytetu Jagiellońskiego.

## Życiorys
Matematykę ukończył na Uniwersytecie Jagiellońskim w 1998, gdzie następnie rozpoczął pracę naukową. Stopień doktorski uzyskał w 2002 broniąc pracy pt. Jednorodne rozwiązania równania Monge'a-Ampere'a przygotowanej pod kierunkiem prof. Sławomira Kołodzieja. Habilitował się w 2011 na podstawie oceny dorobku naukowego i publikacji pt. Zespolony operator Monge'a-Ampere'a w klasach Cegrella.
Swoje prace publikował w takich czasopismach jak m.in. „Journal of Mathematical Analysis and Applications”, „Annales Polonici Mathematici”, „Mathematica Scandinavica”, „Complex Variables and Elliptic Equations", „Experimental Mathematics" oraz „Archiv der Mathematik”.
Członek Polskiego Towarzystwa Matematycznego.